# 1960 en escrime
| Années de l'escrime : 1957 - 1958 - 1959 - 1960 - 1961 - 1962 - 1963    |
| Décennies de l'escrime : 1930 - 1940 - 1950 - 1960 - 1970 - 1980 - 1990 |

Cet article présente les faits marquants de l'année 1960 en escrime.

## Évènements

### Jeux olympiques et paralympiques
- Escrime aux Jeux olympiques d'été de 1960
- Escrime aux Jeux paralympiques d'été de 1960